# Kung Si av Zhou
Kung Si av Zhou, var en kinesisk monark. Han var kung av Zhoudynastin 441 f.Kr.